# Боклан Микола Володимирович
Микола Володимирович Боклан (нар. 13 жовтня 1963, Київ, Українська РСР, СРСР) — український актор театру, кіно та дубляжу. Заслужений артист України (2008), народний артист України (2021). Провідний актор Київського академічного театру драми і комедії на лівому березі Дніпра (1997—2017).
Молодший брат актора Станіслава Боклана.

## Життєпис
Народився 13 жовтня 1963 року у Києві.
У 1988 році закінчив Київський державний інститут театрального мистецтва імені Івана Карпенка-Карого (курс Бориса Ставицького). З того ж року працював у Київському академічному Молодому театрі, був зайнятий у виставах «Войцек» (Георг Бюхнер), «День кохання, день свободи» (Гюґо Клаус).
З 1997-го по 2017-й рік — провідний актор Київського академічного театру драми і комедії на лівому березі Дніпра.
Звання Заслужений артист України отримав 2008-го, з 2021-го — Народний артист України.

## Ролі в театрі
Київський академічний Молодий театр
- «Войцек»
- «День кохання, день свободи»

Київський академічний театр драми і комедії на лівому березі Дніпра
- 1997 — «Кручений біс» Федора Сологуба — Авіновицький
- 1997 — Любов до трьох апельсинів" Карло Гоцці — Принц Тарталья
- 1998 — «Ти, кого любить моя душа» за п'єсою «Овечка» Надії Птушкіної[ru] — Іаков
- 1998 — «Венеціанський мавр („Отелло“)» Вільяма Шекспіра — Кассіо
- 1998 — «Рогоносець» Фернана Кроммелінка — Петрюс
- 1999 — «Так закінчилось літо» за романом «Люсі Краун» Ірвіна Шоу — Тоні
- 1999 — «Довічний чоловік» Федора Достоєвського — начальник станції
- 2000 — «Смерть Тарєлкіна» Олександра Сухово-Кобиліна — Расплюєв, Омега
- 2000 — «Анна Кареніна» за романом Льва Толстого — Вронський
- 2000 — «Ой, не ходи, Грицю…» Михайла Старицького — Парубок
- 2001 — «Багато галасу в Парижі» за п'єсою «Пан де Пурсоньяк» Мольєра — Сбрігані
- 2001 — «Глядачі на виставу не допускаються!» за п'єсою «Театр» Майкла Фрейна — Філіп Брент, він же Шейх, він же Фредерік Феллоуз
- 2002 — «Любов часів Людовіка» за п'єсою «Жорж Данден, або Обдурений чоловік» Мольєра — Жорж Данден
- 2004 — «Комедія про принадність гріха» за «Мандрагорою» Нікколо Мак'явеллі — Сіро
- 2004 — «Наше містечко» Торнтона Вайлдера — Доктор Гіббс
- 2004 — «Вишневий сад» за п'єсою Антона Чехова — Лопахін
- 2005 — «Сірано де Бержерак» Едмона Ростана — Сірано де Бержерак
- 2006 — «26 кімнат» за п'єсою «Лєший» Антона Чехова — Орловський
- 2007 — «Небезпечні стосунки» П'єра Шодерло де Лакло — Віконт де Вальмон
- 2007 — «Рожевий міст» за романом «Мости округу Медісон» Роберта Джеймса Воллера — Деніел Джонсон
- 2008 — «Лоліта» за однойменним романом Володимира Набокова — Доктор Куїлті
- 2008 — «Річард ІІІ» за однойменною п'єсою Вільяма Шекспіра — Герцог Бекінгем
- 2009 — «Граємо Чонкіна» Олександра Кобзаря та Андрія Самініна за романом-анекдотом Володимира Войновича; реж. Олександр Кобзар та Андрій Самінін — Командир Губа, Голова Голубєв

## Фільмографія
- 1979 — Вавилон XX — епізод
- 1991 — Два кроки до тиші — Толмачов
- 1993 — Золото партії
- 1994 — Кілька любовних історій
- 1995 — Атентат — Осіннє вбивство в Мюнхені
- 1995 — Геллі і Нок
- 1995 — Страчені світанки
- 1995 — Острів любові
- 1995 — Репортаж
- 1998 — Сьомий маршрут
- 2000 — Чорна рада — Кирило Тур
- 2003 — Європейський конвой
- 2003 — За двома зайцями
- 2004 — Залізна сотня — Громенко
- 2004 — Жіноча інтуїція
- 2007 — Богдан-Зиновій Хмельницький — полковник Данило Нечай
- 2011 — Бабло
- 2011 — ТойХтоПройшовКрізьВогонь
- 2011 — Свати-5
- 2012 — Останній день
- 2013 — Тіні незабутих предків
- 2013 — Я буду чекати тебе завжди
- 2013 — Метелики
- 2013 — Хайтарма — підполковник Григорій Миколаєвич
- 2015 — Жереб долі"
- 2015 — Незламна
- 2016 — Гніздо горлиці
- 2018 — Казка про гроші — піп
- 2018 — Жити заради кохання
- 2020 — Не відпускай
- 2020 — Подаруй мені щастя
- 2020 — Акушерка
- 2021 — Аквамарин

## Нагороди й номінації
| Рік                                   | Категорія                                                 | Робота                     | Результат |
| ------------------------------------- | --------------------------------------------------------- | -------------------------- | --------- |
| Національна кінопремія «Золота дзиґа» |                                                           |                            |           |
| 2017                                  | Найкращий актор другого плану                             | Гніздо горлиці             | Перемога  |
| «Київська пектораль»                  |                                                           |                            |           |
| 1998                                  | Найкраще виконання чоловічої ролі                         | День кохання, день свободи | Номінація |
| 2006                                  | Найкраще виконання чоловічої ролі                         | Сірано де Бержерак         | Номінація |
| 2010                                  | Найкраще виконання чоловічої ролі першого / другого плану | Граємо Чонкіна             | Номінація |
| 2012                                  | Найкраще виконання чоловічої ролі другого плану           | Найвище благо на світі     | Номінація |